# Eurytoma atrateges
Eurytoma atrateges är en stekelart som beskrevs av Bugbee 1941. Eurytoma atrateges ingår i släktet Eurytoma och familjen kragglanssteklar. Inga underarter finns listade i Catalogue of Life.